# Еквадорський сентаво
Еквадорський сентаво — після скасування національної еквадорської валюти сукре в 2000 році і введення долара США в якості основної грошової одиниці країни в Еквадорі продовжують карбувати тільки монети з номіналом в сентаво. Номінал, діаметр і вага еквадорських монет повністю повторюють номінал, діаметр і вагу центів США.
| гроші | Це незавершена стаття про гроші. Ви можете допомогти проєкту, виправивши або дописавши її. |

| Прапор Еквадору | Це незавершена стаття про Еквадор. Ви можете допомогти проєкту, виправивши або дописавши її. |